# Megaloman
Megaloman (メガロマン?, Megaroman) è una serie televisiva tokusatsu giapponese che vede come protagonista l'omonimo supereroe.
Creato da Tetsu Kariya, lo show fu prodotto dalla Toho Company Ltd. e trasmesso in Giappone su Fuji TV dal 7 maggio al 24 dicembre 1979, con un totale di 31 episodi di mezz'ora. Dall'episodio 14, il titolo dello show divenne Megaloman il supereroe fiammeggiante (炎の超人メガロマン?, Honô No Chôjin Megaroman).

## Trama
Il pianeta Rosetta è stato preso sotto controllo dall'Esercito della tribù dal sangue nero comandato da Capitan Delitto. Takashi Shishidou e sua madre Rosemary scappano verso il pianeta Terra dopo che suo padre Gou è stato ferito con un colpo di pistola da Delitto, che è in realtà Hiroshi, il fratello gemello "malvagio" di Takashi. Mentre vive pacificamente sulla Terra, Takashi frequenta una scuola di arti marziali in Giappone ed ha quattro amici che non hanno idea che lui provenga da un altro pianeta (soltanto il suo insegnante di arti marziali, Sougen Takamine, conosce il suo segreto). Quando il capitano Delitto inizia l'invasione della Terra usando il suo esercito di mostri giganti, Rosemary (che è conosciuta con il nome di “Mari Shishidou”) dà a Takashi i Braccialetti-Megalon con cui può trasformarsi nel guerriero gigante Megaloman e combattere i mostri diabolici per proteggere così il pianeta Terra. Nell'episodio 2, quando i quattro amici di Takashi della scuola di arti marziali, Seiji Kurogawa (un duro, che combatte come Bruce Lee), Hyosuke Yuri (il mattacchione del gruppo), Ran Takamine (la figlia del maestro Takamine e fidanzata di Takashi) e Ippei Mashira (il ragazzino) scoprono il suo segreto, Rosemary li invita ad unirsi a Takashi nella dura battaglia. Dà anche a loro i Braccialetti-Megalon per trasformarli in un quartetto di multicolorati super-guerrieri di arti marziali: i quattro potranno iniziare a combattere accanto a Takashi.
Nelle forme di supereroi, Takashi/Megaloman, Seiji, Hyosuke, Ran e Ippei sono vestiti rispettivamente in rosso, blu, giallo, bianco/rosa e verde.
I seguaci di capitan Delitto sono noti come tribù dal sangue nero, e sulla terra girano vestiti da preti cattolici.

## Caratteristiche del personaggio
Altezza: 100 metri.
Peso: 8000 tonnellate.

## Poteri e abilità
- Uragano di Fuoco: Megaloman avvolge il suo corpo con delle fiamme per caricare la fiamma di Megalopoli.
- Fiamma di Megalopoli (Megalo Fire): La mossa finale di Megaloman. Dopo essersi caricato con l'uragano di fuoco, lancia dai capelli una grande sfera di fuoco capace di distruggere i kaiju in un colpo.
- Spada: Megaloman può far comparire, dal nulla, una spada che viene imbevuta con del fuoco.
- Pugnali: Megaloman può far comparire, colpendosi il petto, dei pugnali.

## Coreografia
I combattimenti con l'utilizzo delle arti marziali sono a cura di Junji Yamaoka della Japan Action Club.

## Sigla
La sigla italiana Megaloman è stata incisa dai Megalonsigers, pseudonimo del gruppo Superobots.

## Episodi
| Nº | Titolo italiano Giapponese 「Kanji」 - Rōmaji                                                                                                | In onda           | In onda |
| Nº | Titolo italiano Giapponese 「Kanji」 - Rōmaji                                                                                                | Giapponese        |         |
| 1  | Colpisci fiammeggiante superman 「燃えよ! 炎の超人」 - Moe yo! honoo no chōjin                                                               | 7 maggio 1979     |         |
| 2  | I braccialetti dell'amicizia 「友情のブレスレット」 - Yūjō no buresuretto                                                                    | 14 maggio 1979    |         |
| 3  | L'urlo del Kempo spaziale 「唸れ! 宇宙拳法」 - Re! uchū kenpō                                                                                | 21 maggio 1979    |         |
| 4  | La comparsa del mostro magnetico 「怪獣軍団発進せよ!」 - Kaijū gundan hasshin seyo!                                                          | 28 maggio 1979    |         |
| 5  | Le stelle del monte Hoshimigoka 「地球征服の第一弾!」 - Chikyūseifuku no daiichidan!                                                         | 4 giugno 1979     |         |
| 6  | Ordine: operazione invasore 「見えない敵との闘い」 - Mie nai teki tono tatakai                                                               | 11 giugno 1979    |         |
| 7  | Combattete guerrieri d'amore 「戦え! 愛の戦士たち」 - Tatakae! ai no senshi tachi                                                            | 18 giugno 1979    |         |
| 8  | Sta attento piccolo eroe 「危機一髪! 小さな勇者」 - Kikiippatsu! chiisa na yūsha                                                             | 25 giugno 1979    |         |
| 9  | Un UFO è caduto in mare 「UFOが海に落ちた!」 - UFO ga umi ni ochi ta!                                                                        | 2 luglio 1979     |         |
| 10 | Combatti in lacrime arma umana 「涙で闘え! 人間兵器」 - Namida de tatakae! ningen heiki                                                      | 9 luglio 1979     |         |
| 11 | Disputa per il comando 「地球に迫る要塞惑星!」 - Chikyū ni semaru yōsai wakusei!                                                             | 23 luglio 1979    |         |
| 12 | La grande sfida 「砕け! 黒星族の野望」 - Kudake! kuroboshi zoku no yabō                                                                      | 30 luglio 1979    |         |
| 13 | La battaglia dei mostri 「インベーダー大作戦[6]」 - Inbeda daisakusen [6]                                                                    | 6 agosto 1979     |         |
| 14 | Minaccia per i bambini sulla terra 「地球の子供を狙え!」 - Chikyū no kodomo wo nerae!                                                        | 13 agosto 1979    |         |
| 15 | Conflitto interiore 「角ミサイル! 炎の超人を撃て」 - Kaku misairu! honoo no chōjin wo ute                                                    | 20 agosto 1979    |         |
| 16 | La maschera d'oro 「黄金仮面! 地球に現わる」 - ōgon kamen! chikyū ni arawa ru                                                                | 27 agosto 1979    |         |
| 17 | Dov'è la base segreta? 「怪獣秘密基地はどこだ!」 - Kaijū himitsukichi hadokoda!                                                              | 3 settembre 1979  |         |
| 18 | Prove concrete 「怪獣が街を消した!」 - Kaijū ga machi wo keshi ta!                                                                           | 10 settembre 1979 |         |
| 19 | Il segreto delle squame 「半魚星人! うろこの秘密」 - Han sakana seijin! urokono himitsu                                                      | 17 settembre 1979 |         |
| 20 | La grande invasione dei mostri 「怪獣軍団大襲来 メガロマン処刑作戦 ― 前 編 ―」 - Kaijū gundan dai shūrai megaroman shokei sakusen - zenpen - | 8 ottobre 1979    |         |
| 21 | L'eroismo di Mary 「怪獣軍団大襲来 メガロマン絶体絶命 ― 後 編 ―」 - Kaijū gundan dai shūrai megaroman zettaizetsumei - kōhen -               | 15 ottobre 1979   |         |
| 22 | Il segreto della fiamma di Megalopoli 「奪われたメガロンファイヤー」 - Ubawa reta megaronfaiya                                               | 22 ottobre 1979   |         |
| 23 | Prigionia infernale 「悪魔の手から脱出せよ」 - Akuma no te kara dasshutsu seyo                                                               | 29 ottobre 1979   |         |
| 24 | Urge sangue 「ダガーは生きていた」 - Daga ha iki teita                                                                                       | 5 novembre 1979   |         |
| 25 | La morte di Seiji 「涙を獅子のたてがみに!」 - Namida wo shishi notategamini!                                                                 | 12 novembre 1979  |         |
| 26 | Il mostro Zagno Zvider 「蜘蛛怪獣 ズバイダーの脅威! 変身できず」 - Kumo kaijū zubaida no kyōi! henshin dekizu                                | 19 novembre 1979  |         |
| 27 | Un aiuto provvidenziale 「原子炉爆発三秒前 ! 光線怪獣ジャドンガ」 - Genshiro bakuhatsu san byō mae! kōsen kaijū jadonga                      | 26 novembre 1979  |         |
| 28 | Il sacrificio di Hyme... 「必殺の戦士 野牛怪獣バッファローン」 - Hissatsu no senshi no ushi kaijū baffarōn                                   | 3 dicembre 1979   |         |
| 29 | Takashi non colpire il mostro 「その怪獣を撃つな!! 戦斗怪獣テロギラス」 - Sono kaijū wo utsu na!! sen to kaijū terogirasu                    | 10 dicembre 1979  |         |
| 30 | Delitto al contrattacco 「総統ダガーの反撃! スパーク怪獣デスパー」 - Sōtō daga no hangeki! supaku kaijū desupa                               | 17 dicembre 1979  |         |
| 31 | L'ultima sfida 「宿命の対決! メガロマン対仮面怪獣ダガー」 - Shukumei no taiketsu! megaroman tsui kamen kaijū daga                            | 24 dicembre 1979  |         |